# Rockstar Games Collection
Rockstar Games Collection, de son titre complet Rockstar Games Collection Edition 1, est une compilation sortie le 6 novembre 2012 sur PlayStation 3 et Xbox 360 regroupant plusieurs jeux vidéo édités par Rockstar Games sur la septième génération de consoles de jeux vidéo, à savoir : Grand Theft Auto: Episodes from Liberty City, L.A. Noire, Midnight Club: Los Angeles Complete Edition et Red Dead Redemption.

## Jeux compilés

### Grand Theft Auto: Episodes from Liberty City
Grand Theft Auto: Episodes from Liberty City est une compilation indépendante de contenus téléchargeables du jeu vidéo de 2008 Grand Theft Auto IV. Créé par Rockstar North au Royaume-Uni, le jeu regroupe les deux extensions Grand Theft Auto: The Lost and Damned, et Grand Theft Auto: The Ballad of Gay Tony. Grand Theft Auto: Episodes From Liberty City a été commercialisé le 29 octobre 2009 sur console Xbox 360 et le 13 avril 2010 sur Microsoft Windows et PlayStation 3 (PS3).

#### The Lost and Damned
Grand Theft Auto: The Lost and Damned narre l'histoire d'un groupe de bikers appelés The Lost, et qui sont en guerre contre un autre groupe de motards. Les motos sont largement privilégiées dans ce jeu. 
En plus d'un nouveau scénario et de nouveaux personnages, The Lost and Damned inclut également plusieurs nouveautés par rapport à GTA IV - nouvelles armes, véhicules, courses, guerres de gangs, musiques, nouvelles possibilités de gameplay, nouvelles habilités comme le fait d'appeler ses amis pour obtenir des motos (gratuite)ou pour escorter le joueur depuis leur propre moto.

#### The Ballad of Gay Tony
Grand Theft Auto: The Ballad of Gay Tony se passe dans une ambiance nocturne, avec le videur Luis Lopez, le garde du corps de Tony "Gay Tony" Prince, qui est le propriétaire de deux boîtes de nuit très célèbres de la ville, l'Hercules et la Maisonnette 9. Il inclut lui aussi plusieurs nouveautés, dont un parachute, des armes et véhicules, la possibilité d'être videur, ou encore la possibilité de faire des combats de rue. Les missions sont plutôt du domaine nocturne dans cet épisode.
Une bande-annonce d'Episodes from Liberty City (montrant essentiellement The Ballad of Gay Tony) a été diffusée par Rockstar le premier septembre 2009 et un autre le 7 octobre.

### L.A. Noire
L.A. Noire est un jeu vidéo multiplate-forme, développé pour les consoles PlayStation 3 et Xbox 360 par le studio australien Team Bondi, secondé par Rockstar Games qui s'est également chargé de la distribution. Il est sorti le 17 mai 2011 aux États-Unis  et le 20 mai 2011 en Europe. Une version PC a également été développée depuis le 11 novembre 2011. Il s'agit de la première production du studio australien Team Bondi, fondé par l'ancien directeur du studio londonien Team Soho, et chef de projet et scénariste de The Getaway, Brendan McNamara.
La totalité de l'action du jeu se déroule en 1947 au cœur de la ville de Los Angeles, gangrénée par la corruption et le trafic de stupéfiants, dans une ambiance proche des romans de James Ellroy. Les producteurs présentent leur jeu comme un roman policier interactif, un récit à suspense qui mélange action et enquête dans des environnements ouverts.

### Midnight Club: Los Angeles Complete Edition
Midnight Club: Los Angeles Complete Edition est une compilation contenant le jeu de course édité par Rockstar Games et développé par Rockstar San Diego Midnight Club: Los Angeles et les différents contenus téléchargeables (étendant notamment la ville d'un tiers, rajoutant des dizaines de courses et plusieurs véhicules) sorti le 8 janvier 2010 sur PlayStation 3 et Xbox 360.

### Red Dead Redemption
Red Dead Redemption est un jeu vidéo d'action-aventure et de western multiplateforme, développé par Rockstar San Diego et édité par Rockstar Games pour Xbox 360 et PlayStation 3. Il est commercialisé le 18 mai 2010 en Amérique du Nord, le 21 mai en Europe et en Australie. Il est le successeur du jeu d'action Red Dead Revolver commercialisé en 2004 chez les mêmes éditeurs.
La majeure partie de l'intrigue se déroule en 1911 à la fin de l'époque de la conquête de l'ouest, dans une ambiance de western crépusculaire. Le jeu met en scène John Marston, un hors-la-loi repenti, contraint de traquer les membres de son ancien gang.
Dès sa commercialisation, Red Dead Redemption est acclamé par la critique, obtenant une note moyenne de 95/100 sur les sites Metacritic et GameRankings, le plaçant parmi les jeux les mieux notés de l'année sur Xbox 360 et PlayStation 3. En février 2012, l'éditeur Take-Two annonce avoir vendu 13 millions de copies du jeu.